# 刺客教條：餘燼
《刺客教條：餘燼》（英語：Assassin's Creed: Embers）是育碧公司的蒙特利爾工作室推出的短篇动画，講述《刺客教條II》主角埃齊奧·奧迪托雷（Ezio Auditore da Firenze）於《刺客教條：啟示錄》完結後，從馬西亞夫回到義大利後的晚年生活。動畫預告片在2011年7月21日的动漫展上發布。。

## 劇情
自刺客生涯退休後，埃齊奧·奧迪托雷與妻子索菲亞·薩爾托爾（Sofia Sartor，《刺客教條：啟示錄》角色）、長女芙拉維雅（Flavia）及二子馬切羅（Marcello）定居托斯卡納郊區一所莊園，以種植葡萄為生。
一天索菲亞帶着馬切羅探望埃齊奧的妹妹克勞迪雅（Claudia），家裡只剩下埃齊奧和芙拉維雅。埃齊奧在摘葡萄時看見一陌生人接近正在家門口玩耍的芙拉維雅，迅即趕向女兒並抓住了來者的衣領，注意到她脖子上的刺客掛飾。來者自稱少芸（Shao Jun）並是來自中國的刺客，希望能向埃齊奧請教如何重建一個成功的刺客組織。埃齊奧雖然拒絕並著少芸離開，但在索菲亞勸阻下最終同意讓她在莊園休息數天。
第二天早上埃齊奧發現少芸在他的私人書房閱讀其桌上的書信。雖然少芸解釋是風把門吹開，埃齊奧還是憤怒地著她離開，但在聽到少芸隨後背出信上內容後終於妥協，把她帶到佛羅倫薩並道出自己的故事。二人在準備回去時遭中國朝廷的殺手阻攔，少芸殺死了殺手後二人隨即趕回莊園。路上少芸更詳細地介紹了其身世：她曾是嘉靖帝的侍女，被她的師父從宮中救出后二人即被追殺，其師父把她帶到意大利尋找刺客大師埃齊奧但在威尼斯被追兵殺死。埃齊奧於回到莊園後立即著索菲亞帶著孩子到馬基雅維利家暫避，自己則和少芸留了下來。當晚埃齊奧向少芸解釋了刺客組織最核心的概念：對親人、人民、文化和世界的愛。不久朝廷的追兵攻進莊園，少芸和埃齊奧聯手殺死了所有敵兵。早上少芸拜謝埃齊奧準備回國，離開前埃齊奧送給了她一個盒子，並告訴她只有在迷失方向時才能打開。
不久一天索菲亞欲帶芙拉維雅到佛羅倫薩，埃齊奧即使身體狀況欠佳也決定陪同，母女二人往購物時埃齊奧坐在不遠的長凳上休息，此時一年輕人走來坐到埃齊奧身旁，抱怨佛羅倫薩的女人並表示希望能前往羅馬。埃齊奧疲憊地回答佛羅倫薩並非其問題後開始猛烈咳嗽，年輕人抓住埃齊奧的手鼓勵他要有勇氣，並在離開前笑著請埃齊奧休息。埃齊奧在看見遠處的索菲亞和芙拉維雅後慢慢平靜下來，帶着微笑向後靠去離世。

## 相關遊戲
少芸事跡於2015年遊戲《刺客信条 编年史：中国》續有敍述。1526年，少芸回國後發現埃齊奧贈予之盒子空無一物，繼而決定以盒子為餌並故意被俘，向消滅了中國刺客組織的聖殿騎士八虎宦官展開復仇。